# Phorbia pityina
Phorbia pityina är en tvåvingeart som beskrevs av Griffiths 1996. Phorbia pityina ingår i släktet Phorbia och familjen blomsterflugor. Inga underarter finns listade i Catalogue of Life.